# Codrington (Gloucestershire)
Codrington – wieś w Anglii, w hrabstwie ceremonialnym Gloucestershire, w dystrykcie (unitary authority) South Gloucestershire. Leży 15 km na północny wschód od miasta Bristol i 158 km na zachód od Londynu.